# Очищення нафтопродуктів
Очищення нафтопродуктів — видалення небажаних домішок з нафтопродуктів, цілі і методи якого залежать від природи нафтопродуктів і напрямів подальшого використання.
Збільшення обсягу виробництва нафтопродуктів, розширення асортименту і необхідність підвищення якості в умовах, коли безупинно зростає частка сірчистих, високосірчистих і високопарафінистих нафт, потребує прискорення розвитку вторинних і особливо каталітичних процесів. За допомогою каталізаторів виробляється близько 70 % усіх продуктів хімічної, нафтохімічної і нафтопереробної промисловості, 90 % нових хімічних процесів основано на застосуванні каталізаторів.
У нафтопереробці найбільш поширені каталітичні процеси одержання палив, каталітичний крекінг, риформінг, гідроочищення, алкілювання, ізомеризація і гідрокрекінг. Каталітичні процеси гідроочищення і гідрокрекінгу використовуються також для виробництва високоякісних нафтових мастил і парафінів.
Для видалення небажаних домішок нафтопродукти піддаються очищенню, цілі і методи якого залежать від природи нафтопродуктів і напрямків подальшого використання.

## Способи очистки
Відомі такі способи очищення нафтопродуктів:
1. хімічні;
2. адсорбційні;
3. каталітичні.

Вибір способу очищення залежить від природи домішки і від цільового призначення нафтопродукту.
Хімічні методи очищення полягають в обробці нафтопродуктів хімічними реагентами, найчастіше кислотами або лугами, що взаємодіють зі смолистими, сірчистими, азотистими речовинами, нафтеновими кислотами, фенолами й ін. Недоліком кислотного очищення є утворення кислих гудроні, непридатних для застосування і подальшої регенерації.
Адсорбційне очищення полягає у використанні адсорбентів, так званих відбілюючих глин. Завдяки тому, що молекули сірчистих, таких, що містять кисень, азотистих, а також ненасичених вуглеводнів мають більшу полярність у порівнянні з насиченими вуглеводами, вони адсорбуються на поверхні глин і в такий спосіб видаляються з нафтопродуктів. Адсорбційне очищення, як правило, застосовують на завершальному етапі, тому що при переробці дуже забрудненої сировини ефективність методу знижується через велику витрату адсорбенту— до 150—300 кг на і т продукту.
Селективне очищення засноване на вибірковому розчиненні у визначеному розчиннику продукту, що очищається, та домішок. В даний час цей метод є основним при виробництві високоякісних мастил.
При каталітичних методах очищення використовуються відповідні каталізатори. Один з розповсюджених методів очищення із застосуванням каталізатора — гідроочищення. Продукт, що очищується, обробляється воднем при підвищеному до 5—7 МПа тиску і при температурі 250—430 °С. Використовується алюмокобальтомолібденовий каталізатор. Гідроочищенню піддають палива й мастила, що дозволяє майже цілком видалити з нафтопродуктів сірку і перетворити ненасичені вуглеводні в насичені. Гідроочищенням мастил останнім часом заміняють всі інші види очищення.

## Особливості очистки окремих нафтопродуктів
1. Дистиляти первинної перегонки деяких нафт містять нафтенові кислоти й інші кислі сполуки, видалення яких проводиться лугами.
2. Для очищення газів і рідких фракцій від сірчистих сполук застосовують різні методи. Гази очищають від сірководню і нижчих меркаптанів за допомогою лугу, різних поглиначів, солей, адсорбентів. Для очищення рідких фракцій від сірководню і меркаптанів застосовують лужний метод і різні види окисної демеркаптанізації, наприклад, очищення гіпохлоридом кальцію, хлоридом міді. Видалення більш складних сірчистих сполук — тіофенів, сульфідів, дисульфідів, вищих меркаптанів — проводиться гідрогенізаційним очищенням.
3. Середні дистиляти (гасовий і дизельний), а також мастильні фракції, отримані з парафінистих нафт, піддаються очищенню від парафінів (депарафінізації) для зниження температури затвердіння. Депарафінізація проводиться із застосуванням різних селективних розчинників (ацетон, метил-етилкетон, дихлоретан, рідкий сірчистий ангідрид, зріджений пропан, бензин та ін.); карбаміду в кристалічній формі, у водяному чи спиртовому розчині; адсорбентів (молекулярних сит).
4. Очищення парафінів для біохімічної промисловості від аренів проводять сірчаною кислотою високої концентрації, олеумом чи сірчаним ангідридом. Деароматизація освітлювальних газів знижує нагароутворення при їх згорянні.
5. Крекінг-бензини очищаються від сірчистих сполук, алкадієнів і неграничних циклічних сполук, що легко полімеризуються з утворенням смол. Для очищення від неграничних сполук застосовують сірчану кислоту, різні каталізатори й адсорбенти.
6. При одержанні високоякісних мастил використовується комплекс методів очищення для видалення асфальто-смолистих речовин, поліциклічних вуглеводнів з підвищеною коксівністю, смолистих речовин, парафінів, сірчистих і неграничних сполук. Для очищення використовують екстракційні, адсорбційні та гідрогенізаційні методи.